# Notostomus japonicus
Notostomus japonicus är en kräftdjursart som beskrevs av Charles Spence Bate 1888. Notostomus japonicus ingår i släktet Notostomus och familjen Oplophoridae. Inga underarter finns listade i Catalogue of Life.